# Leichtathletik-Weltmeisterschaften 2022/Teilnehmer (Türkei)
| Goldmedaillen | Silbermedaillen | Bronzemedaillen |
| ------------- | --------------- | --------------- |
| —             | —               | —               |

Der Leichtathletikverband der Türkei nahm an den Leichtathletik-Weltmeisterschaften 2022 in Eugene teil. Acht Athletinnen und Athleten wurden vom türkischen Verband nominiert.

## Männer

### Laufdisziplinen
| Athlet          | Disziplin    | Vorlauf | Vorlauf | Halbfinale | Halbfinale | Finale | Finale |
| Athlet          | Disziplin    | Zeit    | Platz   | Zeit       | Platz      | Zeit   | Platz  |
| --------------- | ------------ | ------- | ------- | ---------- | ---------- | ------ | ------ |
| Mikdat Sevler   | 110 m Hürden | 13,61 s | 26      | DNQ        | DNQ        | –      | –      |
| Yasmani Copello | 400 m Hürden | 49,83 s | 19      | 51,49 s    | 22         | DNQ    | DNQ    |
| Salih Korkmaz   | 20 km Gehen  |         |         |            |            | DNS    | DNS    |

### Sprung/Wurf
| Athlet     | Disziplin      | Qualifikation | Qualifikation | Finale     | Finale |
| Athlet     | Disziplin      | Weite/Höhe    | Platz         | Weite/Höhe | Platz  |
| ---------- | -------------- | ------------- | ------------- | ---------- | ------ |
| Ersu Şaşma | Stabhochsprung | 5,75 m        | 6             | 5,55 m NR  | 8      |

## Frauen

### Laufdisziplinen
| Athletin       | Disziplin   | Vorlauf     | Vorlauf | Halbfinale | Halbfinale | Finale      | Finale |
| Athletin       | Disziplin   | Zeit        | Platz   | Zeit       | Platz      | Zeit        | Platz  |
| -------------- | ----------- | ----------- | ------- | ---------- | ---------- | ----------- | ------ |
| Şilan Ayyıldız | 1500 m      | 4:12,67 min | 38      | DNQ        | DNQ        | –           | –      |
| Meryem Bekmez  | 20 km Gehen |             |         |            |            | 1:33,27 min | 18     |

### Sprung/Wurf
| Athletin       | Disziplin  | Qualifikation | Qualifikation | Finale     | Finale |
| Athletin       | Disziplin  | Weite/Höhe    | Platz         | Weite/Höhe | Platz  |
| -------------- | ---------- | ------------- | ------------- | ---------- | ------ |
| Tuğba Danışmaz | Dreisprung | 13,63 m       | 23            | DNQ        | DNQ    |
| Eda Tuğsuz     | Speerwurf  | NM            | NM            | DNQ        | DNQ    |